# Bratoszewice
Bratoszewice – wieś w Polsce położona w województwie łódzkim, w powiecie zgierskim, w gminie Stryków. 
Bratoszewice uzyskały lokację miejską przed 1458 rokiem, zdegradowane w 1661 roku. Do 1954 roku istniała gmina Bratoszewice. W latach 1954–1972 wieś należała i była siedzibą gminy Bratoszewice. W latach 1975–1998 miejscowość położona była w ówczesnym województwie łódzkim.
Nazwę dawnej pobliskiej wsi Carska Miłość zmieniono 6 lutego 1920 na Bratoszewice Małe.

## Historia
Pierwsza wzmianka o Bratoszewicach pochodzi z 1418 r. Od 1458 do końca XVII wieku Bratoszewice, obecnie wieś, posiadały prawa miejskie.

## Zabytki
Według rejestru zabytków Narodowego Instytutu Dziedzictwa na listę zabytków wpisane są obiekty:
- kościół parafialny pw. św. Augustyna, z XV/XVI wieku, 1696, XVIII w.;  murowany, późnogotycki, przebudowany w latach 1898-1901; ołtarze późnogotyckie i późnobarokowe; stalle (XVI, XVIII wiek) nr rej.: R-4-I-4 z 10.09.1947 oraz A/4 z 27.05.1967. Wokół kościoła zabytkowy park wyróżniający się dobrze zachowanym układem przestrzennym, ciekawą kompozycją i bogatym drzewostanem;
  - drewniana dzwonnica konstrukcji słupowej;, nr rej.: R-445-I-112 z 20.03.1952 i z 2.04.1956 oraz A/329 z 27.05.1967
  - lamus przy plebanii, drewniany, XIX w., nr rej.: A/330 z 27.05.1967
- zespół pałacowy, z pierwszej ćw. XX w., nr rej.: A/263 z 12.12.1978:
  - Pałac w Bratoszewicach Rzewuskich z początku XX w., wybudowany w stylu francuskiego renesansu usytuowany w parku obok zabudowa folwarczna z połowy XIX wieku. Pałac po pożarze w roku 1985 jest w stanie ruiny.
  - park, gdzie znajduje się także szkoła rolnicza.

inne
- nagrobki z XVIII i XIX w. na cmentarzu parafialnym oraz grobowiec rodzinny wraz z kryptą i kaplicą Rzewuskich z połowy XIX w., w 2007 roku rozebrany ze względu na zły stan techniczny i brak zainteresowania rodziny Rzewuskich.

## Gospodarka
W Bratoszewicach działa Łódzki Ośrodek Doradztwa Rolniczego oraz odbywają się Targi Rolnicze "Agrotechnika", a także tzw. Święto Ziemniaka.

## Transport
Bratoszewice położone są przy drodze krajowej nr 14. Przez wieś przebiega linia kolejowa 15.
We wsi znajduje się przystanek kolejowy Bratoszewice.

## Osoby związane z Bratoszewicami
- w Bratoszewicach urodził się Ks. Idzi Benedykt Radziszewski (1871-1922), założyciel i pierwszy rektor Katolickiego Uniwersytetu Lubelskiego (w latach 1918-1922) – jego imię nosi Szkoła Podstawowa.
- z rodziny szlacheckiej Bratoszewskich herbu Sulima pochodził Rafał Bratoszewski (ok. 1765-1824) – założyciel miasta Aleksandrowa Łódzkiego.

## Galeria

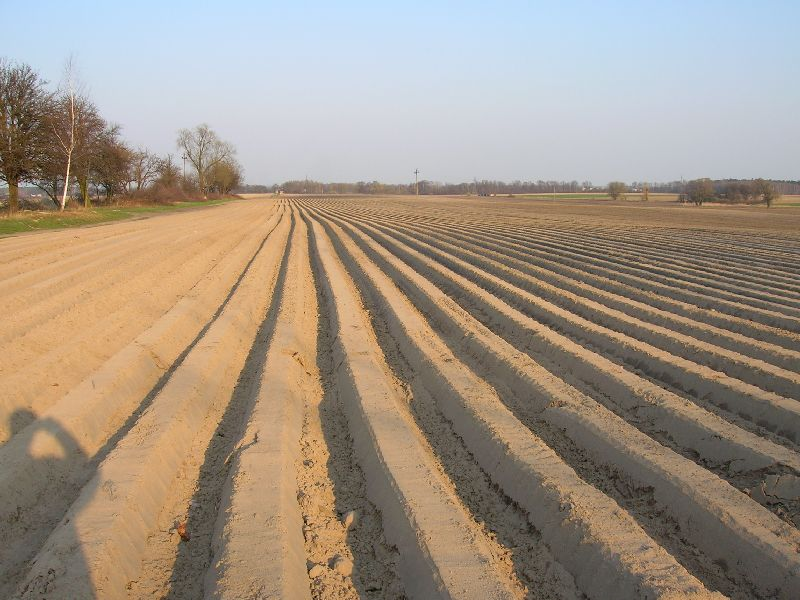
Pole WODR
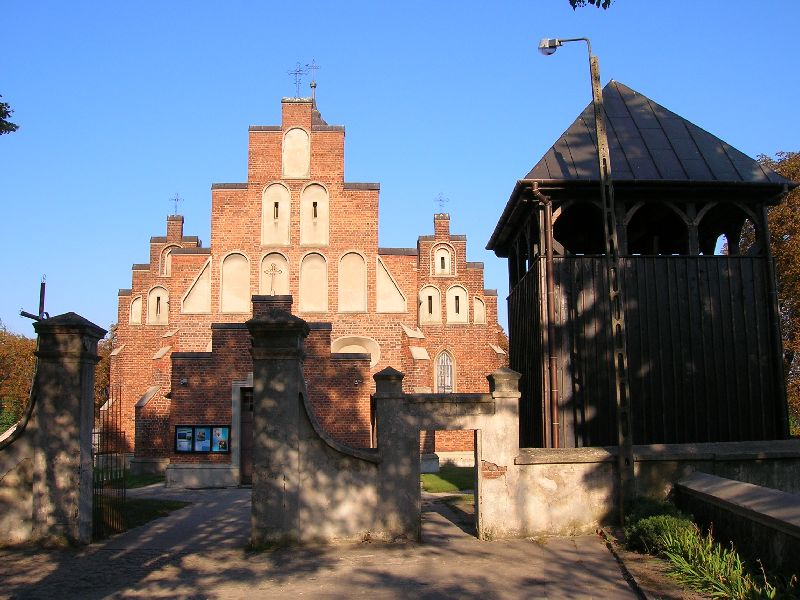
Kościół św. Augustyna
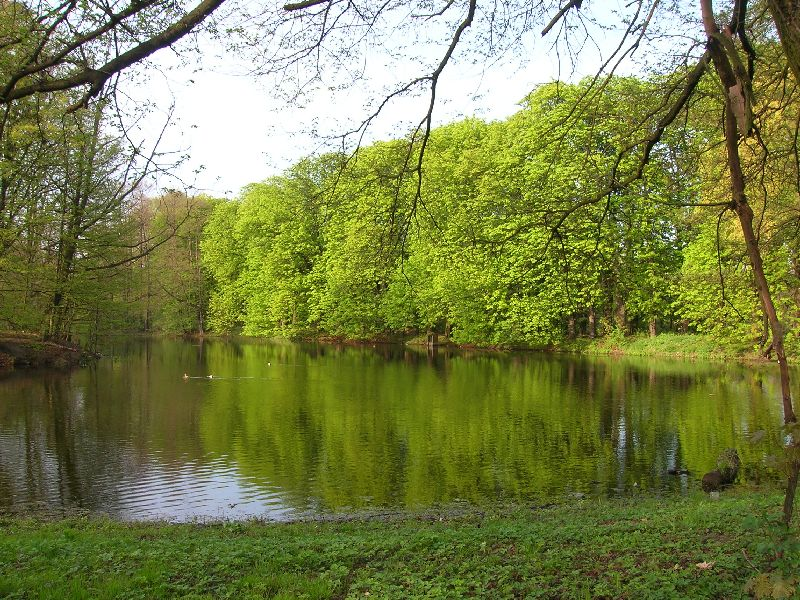
Staw przy ZSR
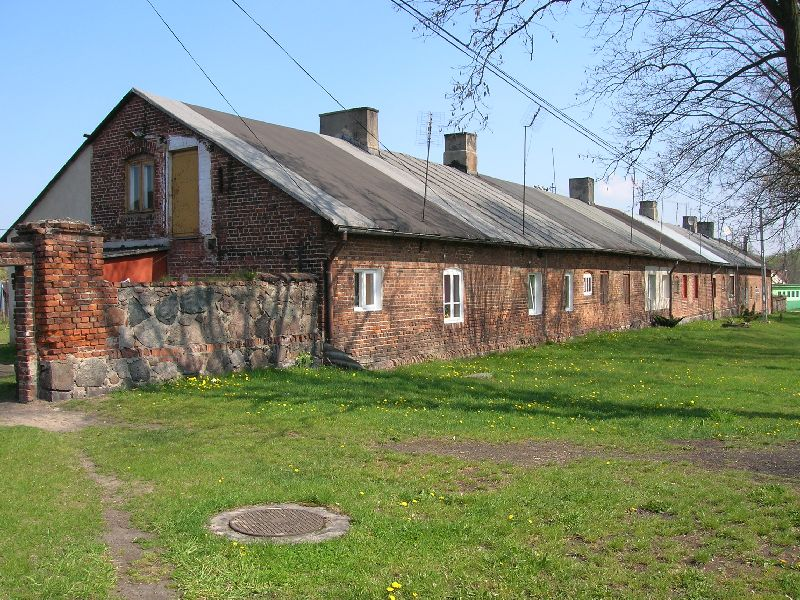
Czworaki